# Ichneumon humeralis
Ichneumon humeralis is een vliesvleugelig insect (orde Hymenoptera) uit de familie van de gewone sluipwespen (Ichneumonidae). De wetenschappelijke naam van de soort werd in 1796 gepubliceerd door Anton August Heinrich Lichtenstein.

## Homoniemen
Voor Ichneumon humeralis Cuvier, 1833 zie Ichneumon fedtschenkoae Kittel, 2016